# Fiorinia hisakakii
Fiorinia hisakakii är en insektsart som beskrevs av Takahashi 1936. Fiorinia hisakakii ingår i släktet Fiorinia och familjen pansarsköldlöss.
Artens utbredningsområde är Taiwan. Inga underarter finns listade i Catalogue of Life.